# Billboardlistans förstaplaceringar 1979
Detta är en lista över 1979 års förstaplaceringar på Billboard Hot 100. 

## Listhistorik
| Datum        | Låt                                | Artist                          |
| 6 januari    | "Too Much Heaven"                  | Bee Gees                        |
| 13 januari   | "Too Much Heaven"                  | Bee Gees                        |
| 20 januari   | "Le Freak"                         | Chic                            |
| 27 januari   | "Le Freak"                         | Chic                            |
| 3 februari   | "Le Freak"                         | Chic                            |
| 10 februari  | "Da Ya Think I'm Sexy?"            | Rod Stewart                     |
| 17 februari  | "Da Ya Think I'm Sexy?"            | Rod Stewart                     |
| 24 februari  | "Da Ya Think I'm Sexy?"            | Rod Stewart                     |
| 3 mars       | "Da Ya Think I'm Sexy?"            | Rod Stewart                     |
| 10 mars      | "I Will Survive"                   | Gloria Gaynor                   |
| 17 mars      | "I Will Survive"                   | Gloria Gaynor                   |
| 24 mars      | "Tragedy"                          | Bee Gees                        |
| 31 mars      | "Tragedy"                          | Bee Gees                        |
| 7 april      | "I Will Survive"                   | Gloria Gaynor                   |
| 14 april     | "What a Fool Believes"             | The Doobie Brothers             |
| 21 april     | "Knock on Wood"                    | Amii Stewart                    |
| 28 april     | "Heart of Glass"                   | Blondie                         |
| 5 maj        | "Reunited"                         | Peaches & Herb                  |
| 12 maj       | "Reunited"                         | Peaches & Herb                  |
| 19 maj       | "Reunited"                         | Peaches & Herb                  |
| 26 maj       | "Reunited"                         | Peaches & Herb                  |
| 2 juni       | "Hot Stuff"                        | Donna Summer                    |
| 9 juni       | "Love You Inside Out"              | Bee Gees                        |
| 16 juni      | "Hot Stuff"                        | Donna Summer                    |
| 23 juni      | "Hot Stuff"                        | Donna Summer                    |
| 30 juni      | "Ring My Bell"                     | Anita Ward                      |
| 7 juli       | "Ring My Bell"                     | Anita Ward                      |
| 14 juli      | "Bad Girls"                        | Donna Summer                    |
| 21 juli      | "Bad Girls"                        | Donna Summer                    |
| 28 juli      | "Bad Girls"                        | Donna Summer                    |
| 4 augusti    | "Bad Girls"                        | Donna Summer                    |
| 11 augusti   | "Bad Girls"                        | Donna Summer                    |
| 18 augusti   | "Good Times"                       | Chic                            |
| 25 augusti   | "My Sharona"                       | The Knack                       |
| 1 september  | "My Sharona"                       | The Knack                       |
| 8 september  | "My Sharona"                       | The Knack                       |
| 15 september | "My Sharona"                       | The Knack                       |
| 22 september | "My Sharona"                       | The Knack                       |
| 29 september | "My Sharona"                       | The Knack                       |
| 6 oktober    | "Sad Eyes"                         | Robert John                     |
| 13 oktober   | "Don't Stop 'Til You Get Enough"   | Michael Jackson                 |
| 20 oktober   | "Rise"                             | Herb Alpert                     |
| 27 oktober   | "Rise"                             | Herb Alpert                     |
| 3 november   | "Pop Muzik"                        | M                               |
| 10 november  | "Heartache Tonight"                | Eagles                          |
| 17 november  | "Still"                            | Commodores                      |
| 24 november  | "No More Tears (Enough is Enough)" | Barbra Streisand & Donna Summer |
| 1 december   | "No More Tears (Enough is Enough)" | Barbra Streisand & Donna Summer |
| 8 december   | "Babe"                             | Styx                            |
| 15 december  | "Babe"                             | Styx                            |
| 22 december  | "Escape (The Piña Colada Song)"    | Rupert Holmes                   |
| 29 december  | "Escape (The Piña Colada Song)"    | Rupert Holmes                   |